# Dolichiscus georgei
Dolichiscus georgei är en kräftdjursart som beskrevs av Oleg Grigor'evich Kussakin och Galina S. Vasina 1980. Dolichiscus georgei ingår i släktet Dolichiscus och familjen Austrarcturellidae. Inga underarter finns listade i Catalogue of Life.